# Canthidium depressum
Canthidium depressum är en skalbaggsart som beskrevs av Antoine Boucomont 1928. Canthidium depressum ingår i släktet Canthidium och familjen bladhorningar. Inga underarter finns listade.